# Liolaemus schmidti
Liolaemus schmidti är en ödleart som beskrevs av  Marx 1960. Liolaemus schmidti ingår i släktet Liolaemus och familjen Tropiduridae. Inga underarter finns listade i Catalogue of Life.